# Rosella Thorne
Rosella Thorne, född 11 december 1930, död 16 april 2022, var en friidrottare från Kanada. Hon deltog vid olympiska sommarspelen 1952.